# SALTO (schoolbestuur)

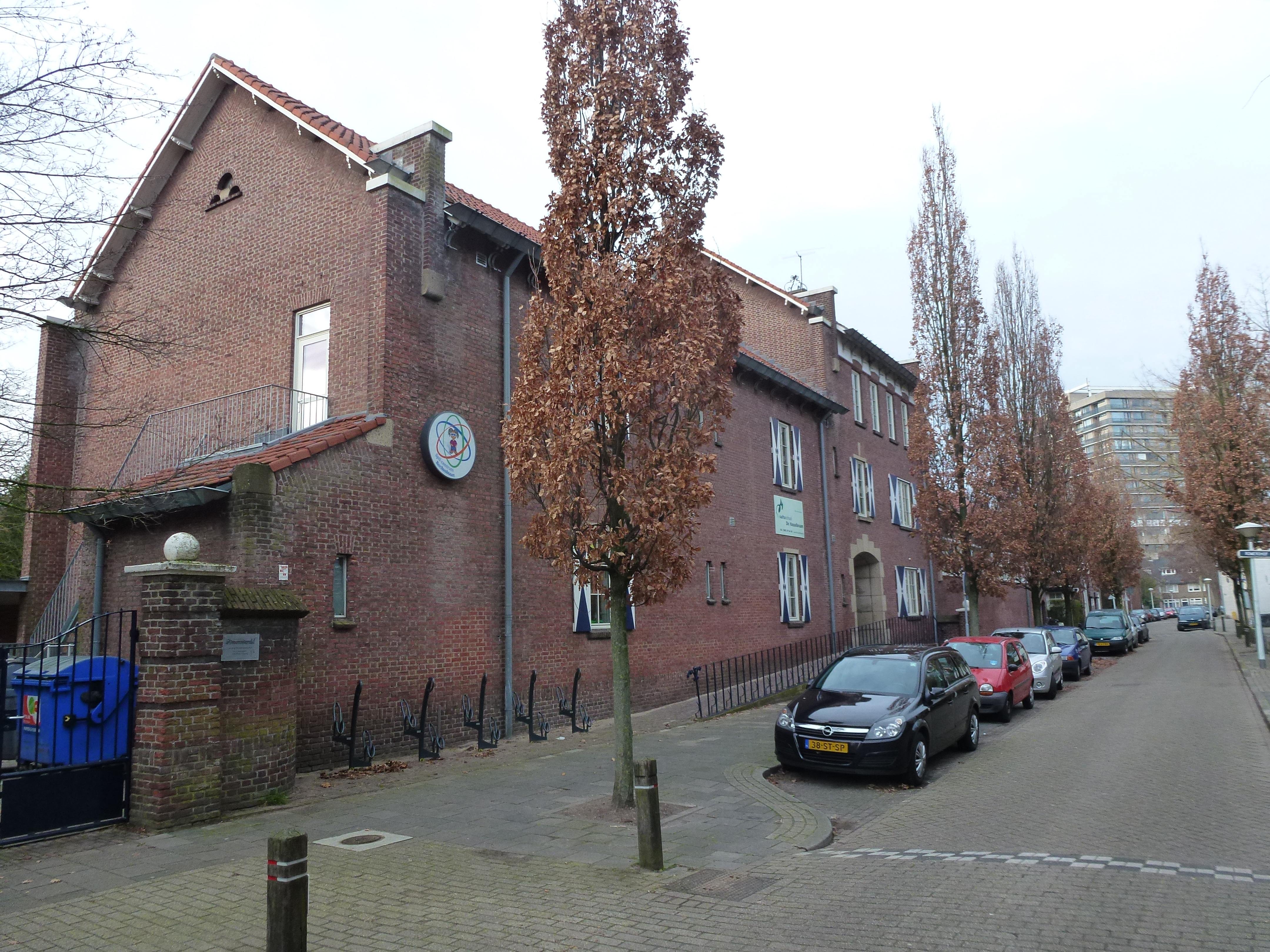
Saltoschool De Hasselbraam

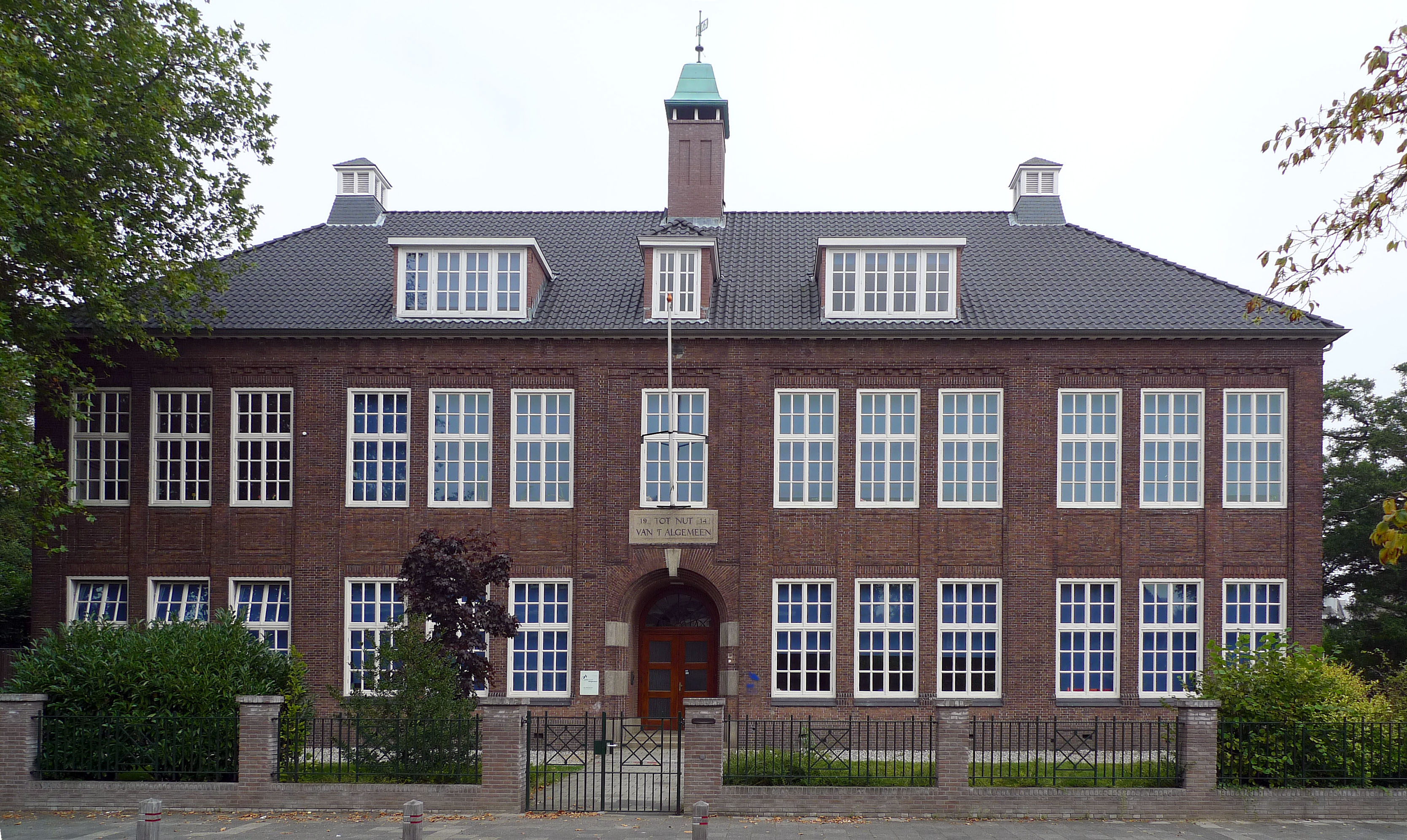
Saltoschool Reigerlaan

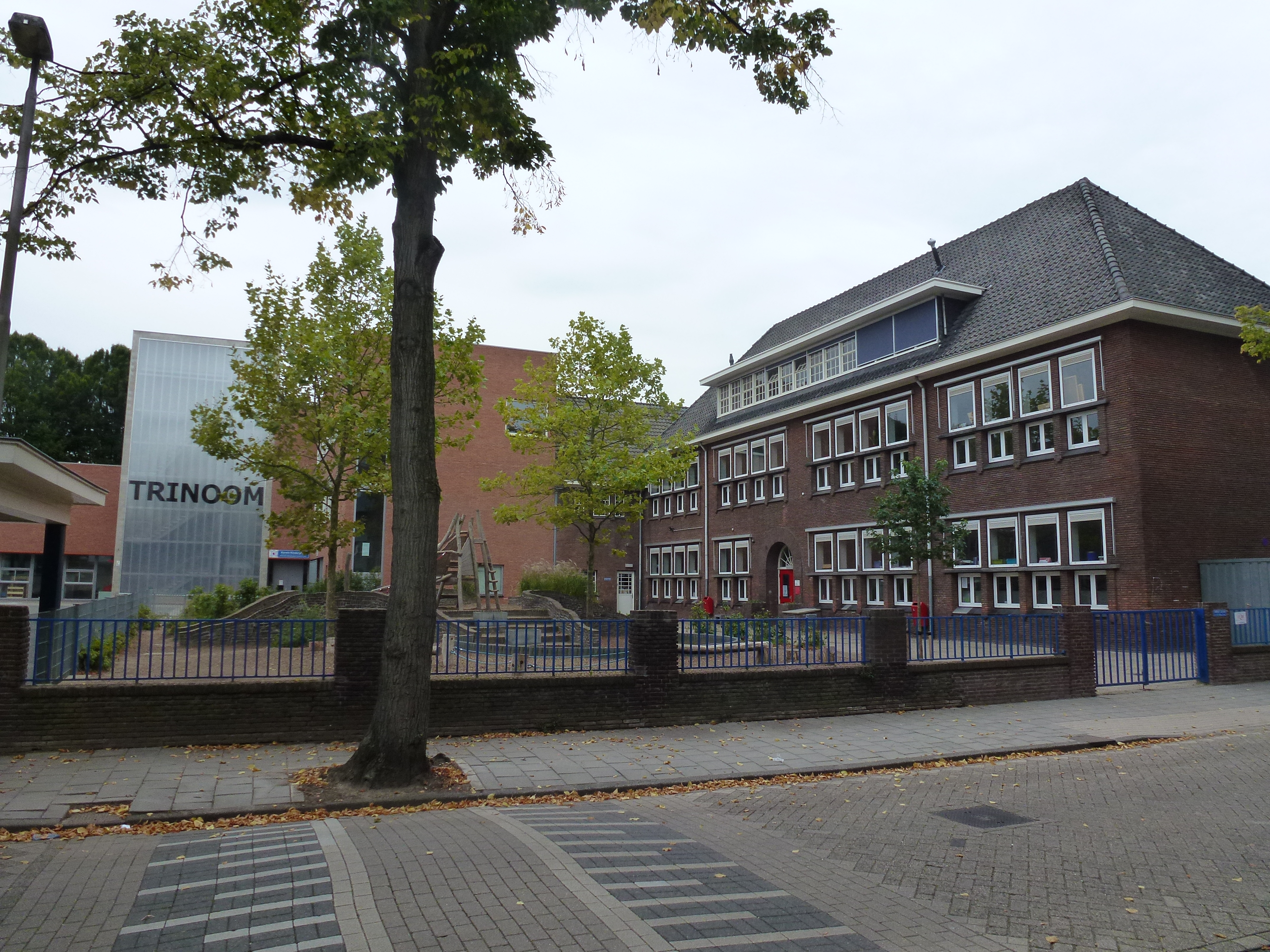
Saltomontessorischool de Trinoom

SALTO, voluit Stichting Algemeen Toegankelijk Onderwijs, is een groep van 19 openbare basisscholen, twee scholen voor speciaal basisonderwijs en twee internationale scholen. SALTO is het op één na grootste schoolbestuur voor basisonderwijs in Eindhoven.
De visie van de scholenstichting luidt: Samen Actief Leren Talenten Ontwikkelen. Het onderwijs wordt ingericht vanuit de kernwaarden "toegankelijk", "talentvol" en "toekomstgericht".

## Geschiedenis
In 2001 ontstond er een samenwerkingsverband vanuit de voormalige Stichting voor Algemeen Toegankelijk Onderwijs Eindhoven (SATOE) en de Commissie voor Openbaar Basis- en Speciaal Onderwijs (COBSO), een bestuurscommissie van de gemeente Eindhoven. In 2005 werd dit samenwerkingsverband één stichting, SALTO.

## Scholen
De volgende 21 schoolvestigingen vallen onder SALTO:
- Openbare basisscholen
  - De Bergen
  - Cornelis Jetses
  - De Driestam
  - Floralaan
  - De Groene Vlinder
  - Hanevoet
  - De Hasselbraam
  - De Hobbitstee
  - 't Karregat
  - De Klapwiek
  - De Klimboom
  - De Ontmoeting
  - De Opbouw
  - Reigerlaan
  - De St@rtbaan
  - Strijp Dorp
  - De Tempel
  - De Trinoom
  - De Vuurvlinder
- Speciaal basissonderwijs
  - Jan Nieuwenhuizen school
  - De Vijfkamp
- Internationele scholen
  - SALTO international School RISE
  - SALTO international School I-St@rt